# Камбрант (Бреша)
Камбрант је насеље у Италији у округу Бреша, региону Ломбардија.
Према процени из 2011. у насељу је живело 14 становника. Насеље се налази на надморској висини од 463 м.